# Nico García
Fausto Nicolás García Hume (Asunción, 17 de febrero de 1980) conocido como Nico García, es un actor paraguayo de cine, teatro y televisión. Se hizo famoso en Paraguay por su papel protagónico en la Teleserie González vs. Bonetti (2005),  dirigida por Tana Schémbori y Juan Carlos Maneglia.

## Biografía
Inició su formación actoral en 2001 en El Estudio, en Asunción. Sus primeros profesores fueron Carlos Piñánez, Mario Santander Mareco, Agustín Núñez y Tana Schémbori, quien, además, fue la directora de Kurusú (2003), la primera obra teatral en la que participó el actor.
En 2005, realizó un curso intensivo de clown con la actriz, clown y directora de cine argentina, Cristina Martí en Buenos Aires (Argentina).
En 2011, volvió a tomar clases de clown, esta vez con Gabriel Chame, Raquel Sokolovich, Hernán Carbo y Julieta Carreras en Buenos Aires. Ese mismo año, también en dicha ciudad, exploró la técnica de improvisación con Charly Arzulian y el stand up con Nancy Gay y Gustavo Valiente.
Desde enero de 2012 entrena actoralmente con el actor, dramaturgo y director de teatro argentino, Julio Chávez.
Desde 2012 forma parte del grupo de stand up paraguayo, Buena Risa Asunción Club y del grupo argentino, El rejunte.
La película 7 cajas, en la que encarna el personaje de Luis, se estrenó en agosto de 2012 en Asunción con récord nacional histórico de taquilla, con más de 100 000 espectadores en el primer mes de proyección. Además del premio de Cine en Construcción del Festival de San Sebastián 2011, participa en la terna Discovery del Festival Internacional de Toronto (TIF) 2012 y en la terna Nuevos Directores del Festival de Cine de San Sebastián 2012.

## Trayectoria

### Cine y televisión
| Año       | Trabajo                             | Rol                   | Notas                 |
| 2024      | La voz ausente                      | Víctor Cardozo        | Episodio: «Fantasmas» |
| 2023      | Gamer, una vida más                 | Oscar                 | Personaje principal   |
| 2022      | El hincha                           | "Látigo"              | Coprotagonista        |
| 2022      | El sistema Keops                    | Agente N° 3           | Personaje secundario  |
| 2022      | Las noches son de los monstruos     | Mario                 | Personaje secundario  |
| 2022      | El Mbarete                          | Jerónimo Etchandy     | Personaje principal   |
| 2021-2022 | La 1-5/18                           | Lautaro Villalba      | Personaje antagónico  |
| 2021      | El reino                            | Remigio Cárdenas      | Personaje secundario  |
| 2019      | El Tigre Verón                      | Cheti                 | Personaje secundario  |
| 2019      | La otra cara de Rita (Web)          | Wilmer Muñoz          | Personaje secundario  |
| 2019      | Campanas en la noche                | Wilmer Muñoz          | Personaje secundario  |
| 2018      | Necronomicón: el libro del infierno | Operario              | Personaje secundario  |
| 2016      | La Leona                            | Charly Leone          | Personaje secundario  |
| 2014      | Luna de cigarras                    | Chino                 | Personaje secundario  |
| 2014      | Por ahora                           | Miguel                | Personaje secundario  |
| 2013      | Jorge                               | Julio César Rodríguez | Personaje secundario  |
| 2012      | 7 cajas                             | Luis                  | Personaje antagónico  |
| 2010      | La doña                             | Lucio Esteban Ibáñez  | Personaje principal   |
| 2009      | De mil amores                       | Alejandro             | Personaje principal   |
| 2008      | Niñera de Adultos                   | Javier                | Personaje principal   |
| 2006      | La Chuchi                           | Miguelito Bogarin     | Personaje antagónico  |
| 2005      | González vs Bonetti                 | Juan José             | Personaje principal   |